# Þorsteinn Þorsteinsson
Þorsteinn Þorsteinsson (ur. 27 lipca 1947) – islandzki lekkoatleta, średniodystansowiec.
Podczas igrzysk olimpijskich w Monachium odpadł w eliminacjach na 800 metrów z czasem 1:50,8.
Siódmy zawodnik halowych mistrzostw Europy na tym dystansie (1972).

## Rekordy życiowe
- Bieg na 800 metrów – 1:50,1 (1967)